# Patrick McHale
Patrick McHale, dit Pat McHale (né en 1983) est un artiste américain qui travaille dans l'animation comme scénariste, animateur ou encore storyboardeur. Il est surtout connu pour avoir été le directeur de la création des deux premières saisons d'Adventure Time (2010-2012) et pour avoir créé la série en dix épisodes La Forêt de l'Étrange.

## Filmographie[1]
- 2008-2009 : Les Merveilleuses Mésaventures de Flapjack : scénariste
- 2010-2018 : Adventure Time : scénariste (saison 1 et 2)
- 2014 : La Forêt de l'Étrange
- 2022 : Pinocchio de Guillermo del Toro et Mark Gustafson (scénariste)

## Récompense
- 2015 : Prix de l'animation télévisée de la National Cartoonists Society pour La Forêt de l'Étrange
- 2016 : Prix Eisner de la meilleure publications pour enfants pour La Forêt de l'Étrange (avec Jim Campbell et Amalia Levari)